# Zamdane
Zamdane, de son vrai nom Ayoub Zaidane, est un rappeur et chanteur marocain d'expression française, né le 25 septembre 1997 à Marrakech.

## Biographie

### Origines et arrivée en France
Zamdane naît et grandit à Marrakech (Maroc), plus précisément à Bab Doukkala, quartier dont il évoque l'importance qu'il y accorde dans nombreux de ses morceaux. Durant son enfance, il pratique le français avec son père qui est guide touristique et parle plus d’une dizaine de langues. Parallèlement, il écoute avec admiration les plus grands artistes de la chanson française, tels que Charles Aznavour ou Dalida. Âgé de seulement 17 ans, il rejoint la France en juillet 2015, afin d'y poursuivre ses études d'économie du côté de Marseille, à Istres. Influencé par son cercle proche de l'époque, il découvre le rap avec notamment Nekfeu, et se décide à en faire très rapidement. En octobre 2015, Zamdane s'inscrit à des Open mics où il fait la connaissance de nombreuses personnalités du milieu.

### Débuts (2017-2020)
Début 2017, Zamdane publie son premier morceau, Sinbad, mais c'est avec Favaro, comptabilisant aujourd'hui plusieurs millions de vues, qu'il se fait d'abord remarquer. Le Règlement, à la recherche de nouveaux talents, n'hésitera pas à l'inviter quelques mois plus tard sur la sixième session de sa série Règlement Freestyle. Il participe également au Grünt #34 qui lui est dédié en mars 2018. Cette session freestyle lui permet de faire découvrir sa musique auprès d'une plus large audience, tout comme son apparition sur le remix du morceau Noir du rappeur Lord Esperanza.  
Entre 2018 et 2019, Zamdane publie 4 projets (Yung D/C, 20's, Affamé - Saison 1 et Z) avant de dévoiler en mai 2020 un EP en deux parties intitulé Chrysalis. Fin 2020, il conclut son année en collaborant avec le rappeur Hatik sur le titre La fête.

### Affamé - Saison 2 (2021)
Le 3 février 2021, Zamdane publie Affamé #6 - Vital, premier morceau de la deuxième saison de sa série de freestyle Affamé. Entre février et juin 2021, l'artiste publie un morceau toutes les deux semaines, pour un total de 8 nouveaux titres, accompagnés de clips vidéos. Ce rythme va lui permettre d'élargir son audience, avec plusieurs titres dépassant le million de vues sur YouTube, notamment Hayati (Affamé #8) où l'on peut remarquer l'apparition du rappeur Soso Maness,. Soso Maness va par ailleurs l'inviter quelques mois après la sortie du morceau sur son Planète Rap (émission de la radio Skyrock) où il y interprètera en exclusivité le morceau Le monde par ma fenêtre.

### Couleur de ma peine (2021-2022)
Quelques mois avant la sortie de son premier album, Warner Chappell Music France annonce la signature de Zamdane. Pour l'artiste et son équipe, cette signature est « un énorme privilège » (confie NewPirelli, manager de Zamdane) qui marque un nouveau tournant dans sa carrière.  
Après un début d'année très productif réunissant plus de 10 nouveaux morceaux, Zamdane dévoile le premier extrait de son album Couleur de ma peine le 3 novembre 2021. Intitulé Zhar, le morceau est accompagné d'un clip vidéo, réalisé par Roxane Peyronnenc et de l'artiste lui-même. Le clip de ce single met en exergue la toile qui apparaît sur la pochette de son album. Cette toile, réalisée par la peintre Alia Alves Lahnaoui (3aliart), amie proche du rappeur, représente des Touaregs, un peuple nomade du Sahara. Le 5 décembre, un mois plus tard, Zamdane annonce sur son serveur Discord, les collaborations présentes sur son album : Soso Maness, Jazzy Bazz et Dinos. Cette collaboration avec Dinos ne se fera pas attendre, 3 jours plus tard, les deux rappeurs dévoilent le clip de Boyka. Ce titre permet à Zamdane de se faire découvrir du grand public, avec un clip comptabilisant aujourd'hui plus d'un million de vues.  
La semaine précédent la sortie de son album, Zamdane organise une opération caritative en collaboration avec l'association SOS Méditerranée dans le but de réunir 14 000€ pour financer une journée de sauvetage en mer,. Afin d'y parvenir, la récolte s'est divisée en plusieurs parties : une vente de t-shirts, un dîner caritatif accompagné d’une vente aux enchères, un talk dédié aux nouveaux artistes engagés et enfin un concert dont les bénéfices ont été reversée à l’association. La veille de la sortie de son album, il dévoile le clip de Flouka, morceau qui rappelle son engagement pour cette cause.  
Le 25 février 2022, le premier album de Zamdane, Couleur de ma peine est publié. L'album se classe en cinquième position du Top Albums français avec un total de 5 053 ventes après une semaine d'exploitation,,. Le titre Fauves en collaboration avec Jazzy Bazz, atteint quant à lui la 145ème place du Top Singles,.

### Affamé - Saison 3 (2023)
Début février 2023, Zamdane publie un teaser sur ses réseaux sociaux dans lequel il annonce la sortie du premier morceau de la saison 3 de sa série « Affamé ». Intitulé Poussière (Affamé #14), le titre sortira le 7 février 2023, accompagné d'un clip réalisé par Roxane Peyronnenc ainsi que de l'artiste lui-même,. Il annonce sur son compte Twitter que la suite de sa série possèdera 10 titres. Deux semaines plus tard, il publie Conditionnés à décevoir (Affamé #15), il profitera ainsi de la sortie du clip pour annoncer sa date à La Cigale, le 28 avril 2023. Début mars, Zamdane publie sur ses réseaux sociaux le teaser de son prochain morceaux : Triste mais elle aime ça (Affamé #16), qui deviendra le plus gros démarrage de sa carrière en se hissant à la 12e place des Tendances YouTube et Twitter,. Il enchaîne ensuite avec les morceaux puis publie Formidable (Affamé #21) en collaboration avec Booska P, dans leur vidéo 1 son en 1 heure. Quelques jours plus tard, l'artiste est victime d'un accident de voiture dont il évoquera la gravité dans un poste sur son profil Instagram, de nombreux artistes et figures importantes du rap français le soutiendront en commentaire de celui-ci.

### Solsad (2024)
À l’occasion de la sortie de son album, le rappeur organise un événement le 28 février 2024 à l’atelier des lumières à Paris.  
Lors de la première semaine de sa sortie, SOLSAD s’est écoulé à 6776 exemplaires (3920 ventes physiques, 7 en téléchargements et 2829 en streaming). Son projet se hisse alors à la troisième place du Top Album devant « Héritage » de Dadju et Tayc, mais derrière « Chambre 140 » de PLK et « Pyramide » de Werenoi.

## Discographie

### Apparitions
2017 :
- Zamdane - Règlement Freestyle #6

2018 :
- Lord Esperenza avec. Lonepsi, Eden Dillinger, Youri, Zamdane, Lasco, Lucci, Chilla & Nelick - Noir Remix (sur l'EP Internet)[26]
- Zamdane - Grünt #34

2019
- HomyRecords - Dans ma tête  (sur l'album HomyRecords)

2020 :
- OM La Compo avec. Kemmler, Hatik, Zamdane, Said, DRIME, AM La Scampia, R.E.D.K. & Relo - cOMbat quotidien

2021 :
- JMK$ - MRS[27]
- Tawsen - Niya (sur la mixtape Nessun Dorma)[28]
- S.Téban - Comme un aimant (sur la mixtape Mode Sport)[29],[30],[31]
- Soprano - Superman n'existe pas (sur l'album Chasseur d'étoiles - Stadium Édition)[32],[33]
- Zamdane - Décollage (sur la B.O de la série Or Noir)[34]
- Ratu$ avec Zamdane & Deen Burbigo - PM 7513 (sur l'EP TTMS, Vol.2)
- La Fève - Voir Ailleurs (sur la mixtape ERRR)[35]

2022 :
- L'As - Paradoxe[36],[37],[38]
- Coyote Jo Bastard - Zenith (sur l'EP CNLPG)
- J9ueve - Sans toi (sur l'EP Le Plan)[39]
- Zikxo - Z.Z (sur l'album Intemporel)[40],[41]
- Zamdane - Next Up France - S1-E1 (sur la saison 1 de Next Up France du média Mixtape Madness)[42]
- Binks Beatz - P. Diddy (sur la mixtape Drip Music 2 (Deluxe))[43],[44]
- Zamdane - Soleil de ma vie (sur l'album Le soleil se lèvera à l’Ouest du média Raplume)[45]

2023 :
- Ghost Killer Track - Un jour (sur l'album Que de l'amour)
- Kekra - J'arrête (sur l'album Stratos)[46]
- Norsacce - Sahara (sur l'album Propaganda)
- LETS GO - BALLAD (sur l'album LETS GO)
- Malo - MÉTÉORITE (sur l'album ID)
- Caballero & JeanJass - Pièces manquantes (sur l'album High & Fines Herbes - Édition 420)

2024 :
- Zamdane - Grünt #65[47]
- Colors - mélancolie criminelle
- Mademoiselle lou - Dîner
- Le horla - paysagiste
- Jey brownie - absorber les larmes
- Guy2bezbar - pilotes
- Manal - doute
- Stony stone - vingt ans
- Madd - locked up
- Dinos - Insecure
- Danyl - Les zhommes

2025 :
- Kezo - Maîtriser mes pensées

## Engagement
En février 2022, il organise à Marseille la soirée caritative Zamdane & tous ses amis pour soutenir l'association SOS Méditerranée. Avec l'objectif de récolter 14 000 euros, le coût d'une journée de sauvetage, il convie Beendo Z, Ben C, Coyote Jo Bastard, J9ueve, Jäde, Jmk$, La Fève, L'As, Luv Resval, S.teban, Stony Stone ainsi que des surprises. L'objectif est atteint, 14 300 euros sont versés, mais Zamdane veut faire encore mieux.
Au mois de juin 2023, il met sur pied Zamdane & ses amis où il invite Bekar, Captaine Roshi, Deen Burbigo, Di-Meh, Hatik, L'As, Némir, NeS, Ratus, Rim'K, Slimka, Stony Stone, Tif et TK pour un concert caritatif dans la cité phocéenne. Toutes les recettes de la billetterie sont reversées à la même association. Ils parviennent à rassembler près de 110 000 euros avec 8 000 entrées.
En mai 2024, Zamdane est invité par Tif qui organise un concert caritatif en faveur de la Palestine, qui souffre dans le conflit contre Israël. Les autres artistes de cette soirée intitulée It's not about us sont Alpha Wann, Deen Burbigo, ElGrandeToto, Flenn, Khali, Némir, PLK et Soolking.
En octobre 2024 se déroule avec la même formule la deuxième édition de Zamdane & ses amis, avec des DJs et surtout des prestations de Adèle Castillon, Danyl, Edge, ElGrandeToto, Gapman, Georgio, Mairo, Malo, Metah, Missan, Prince Waly, Soprano, Tuerie et Zed. Il récolte 100 550 euros pour l'association.